# Pessière

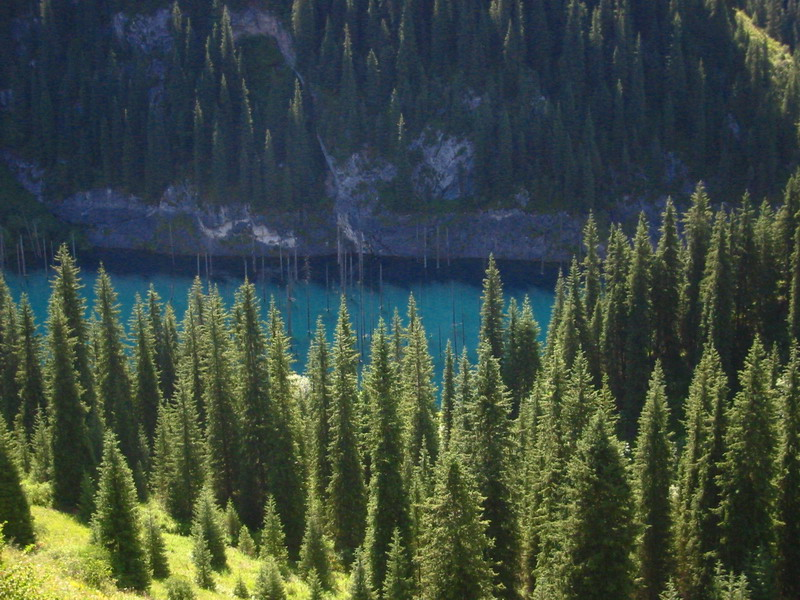
Une pessière de Picea schrenkiana au Kazakhstan.

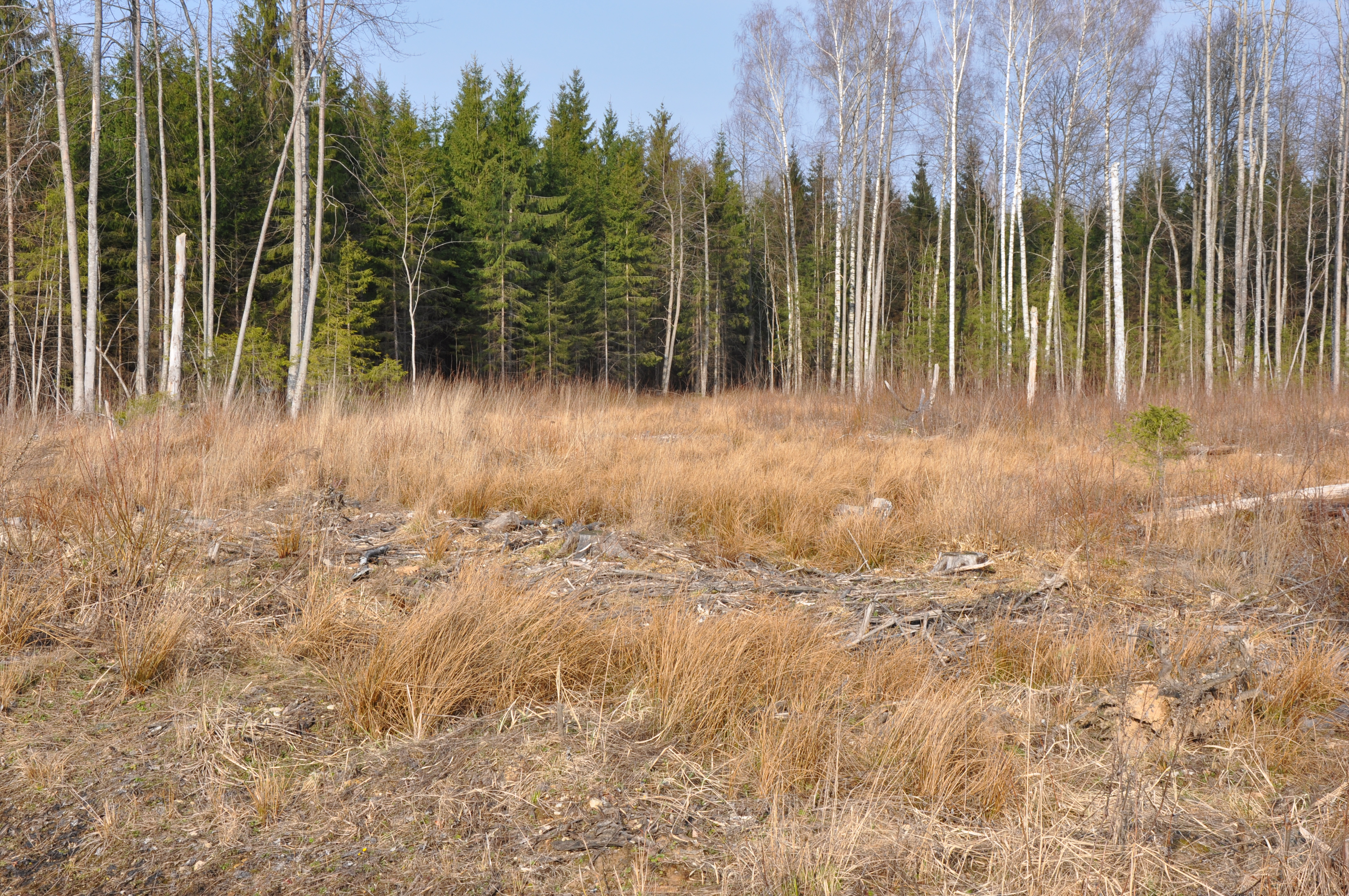
L'héliophilie plus accentuée des épicéas et des bouleaux explique souvent leur diffusion dans la pessière et la bétulaie montagnarde et subalpine. Plusieurs facteurs apportant la lumière (trouée naturelle ou artificielle, incendie, extension du pâturage…) jouent un rôle dans l'évolution de cette végétation de substitution aux dépens de la hêtraie-sapinière.

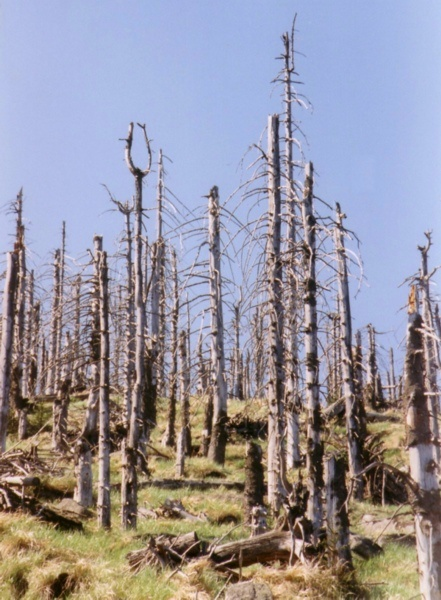
Pessière victime d'un phénomène d'acidification de l'air et des sols.

Une pessière est une plantation (futaie) ou une forêt naturelle peuplée d'épicéas (épinette au Québec). Par extension on parle aussi parfois de pessière pour les alignements d'épinette plantés.

## Étymologie
Le mot pesse désigne un épicéa en langue francoprovençale.
Il a donné le terme français pesse qui signifie « sorte de sapin ».

## La pessière naturelle
On en trouve dans le Jura, les Rocheuses, l'Alaska, au Canada ou encore en Sibérie.
La forêt boréale canadienne, qui couvre une bonne partie du nord de la péninsule du Québec-Labrador, de l'Ontario, du Manitoba et qui s'étend dans les Territoires du Nord-Ouest, est constituée en grande partie de pessières d'épinettes noires (Picea mariana).

## Sylviculture des pessières
Il a été reproché aux pessières artificielles d'être souvent trop homogènes génétiquement, et en termes de structure et de classe d'âge (peuplement dit « régulier »), ce qui les rend très pauvres en biodiversité, peu intéressante pour le tourisme et les paysages et peut-être appauvrissante pour les sols forestiers ou favorable à l'apparition ou à la diffusion de maladies ou parasites (Ips typographe et autres scolytes…) ou aux populations importantes de grands cervidés (par exemple sources de dégâts constants par le Cerf élaphe (Cervus elaphus) pour la régénération forestière dans le massif du Donon (1000 ha de pessières situées en partie en Lorraine et pour partie dans l'Alsace voisine, plantées sur d'anciens sites dégradés par le pâturage et les cultures, dans le massif des Vosges du Nord qui compte environ 70 000 ha ; Ce massif du Donon a souffert des tempêtes de 1990 et de 1999 puis d'attaques de scolytes et d'une régénération limitée par l'abroutissement des semis et l'écorçage des tiges par les cerfs, au profit de la myrtille, du hêtre et du sorbier des oiseleurs et des saules dans les zones les plus "abrouties").
Certains forestiers et gestionnaire de milieux recommandent d'hétérogénéiser, irrégulariser les pessières cultivées (y compris sur certains terrils où des épicéas ont été plantés en raison d'un milieu évoquant la montagne). L'irrégularisation des pessières qui a fait l'objet d'un colloque en 2012. Une gestion des épicéas en futaie irrégulière pouvant apporter des revenus plus importants et plus réguliers, avec un bénéfice pour la stabilité des peuplements.
Une hétérogénéisation de la pessière et une meilleure gestion de l'eau (restauration de tourbières et autres réseaux de zones humides pour stocker les pluies d'hiver in situ plus longtemps) ainsi qu'une bonne structure du sol (grâce à la présence de feuillus et un moindre tassement du sol) pourraient aussi permettre d'améliorer la résilience écologique des pessières face aux sécheresses et au risque d'incendie, alors que l'on constate en Europe une tendance à de moindres précipitations estivales, conforme aux modèles sur le dérèglement climatique). Le traitement des pessières s'est fortement mécanisé, contribuant à l'artificialisation des peuplements, des habitats et à la fragmentation des forêts par les routes et pistes forestières.
En Wallonie, avec le Centre de Développement Agroforestier de Chimay (créé en 1986), de nouvelles normes de traitement des pessières ont été proposées.